# Repond
Il Repond è un risponditore telefonico automatico commercializzato dalla SIP negli anni 1980, e prodotto dalla Brondi.

## Storia
Il Repond nasce come succedaneo economico della segreteria telefonica ma, contrariamente a quest'ultima, non è in grado di memorizzare alcun messaggio eventualmente pronunciato da chi origina la chiamata: fornisce solo alcune frasi prestabilite programmabili dall'utente cui la chiamata è diretta. Il dispositivo si collega alla rete telefonica per mezzo di una presa telefonica tripolare passante, alla quale va poi collegato un normale apparecchio telefonico. Se il Repond è collegato, dopo il secondo squillo di chiamata occupa la linea e "legge" il messaggio che l'utente ha composto.
La programmazione del Repond avviene tramite una tastiera numerica simile ad una normale tastiera telefonica, inizia sempre con asterisco e finisce sempre con cancelletto, a particolari combinazioni numeriche corrispondono particolari frasi preimpostate; sul pannello ribaltabile che copre la tastiera vi è un breve riepilogo delle frasi disponibili ed il relativo codice di programmazione.
Il messaggio "letto" dal Repond inizia sempre con la frase "Risponde il numero", associata al tasto asterisco, e comprende sempre la frase "si prega richiamare", anch'essa associata al tasto asterisco. Dopo aver letto il messaggio preimpostato, il Repond riaggancia (libera cioè la linea telefonica) predisponendosi a ricevere una nuova chiamata.
Il Repond è alimentato da 4 pile di tipo AAA (mini stilo).
L'apparecchio era fornito in opzione e dietro pagamento di canone maggiorato agli abbonati al telefono.

## La programmazione e la tabella dei codici
Asterisco (*) premuto la prima volta inizia la fase di programmazione e corrisponde al messaggio "Risponde il numero"
In questa fase della programmazione i tasti da 0 a 9 corrispondono alla parola associata, eventuali combinazioni particolari di tasti non vengono interpretate; la seconda pressione del tasto asterisco registra il messaggio "Si prega richiamare" e predispone l'apparecchio alla programmazione della seconda parte del messaggio: in questo caso i tasti da zero a nove corrispondono ancora alla parola associata, mentre ad alcune combinazioni vengono assegnate porzioni di frase o parole particolari:
10 = "dieci";
11 = "undici";
12 = "dodici";
13 = "una";
14 = "dopo le...";
15 = "al numero...";
16 = "di mattina";
17 = "di sera";
18 = "di pomeriggio";
19 = "domani".
Si conclude la programmazione premendo il tasto cancelletto, che permette anche di riascoltare il messaggio composto.
Per esempio, se impostassimo il codice * 0 1 2 3 * 19 14 10 16 15 1 2 3 4 #, il Repond risponderebbe così: "Risponde il numero 0123, si prega richiamare domani dopo le dieci di mattina al numero 1234" per poi riagganciare.
Non esiste un controllo del senso logico di quanto viene programmato: è possibile infatti programmare il Repond in modo da produrre messaggi privi di significato sfruttando opportunamente le combinazioni predisposte. Il codice * 1 * 14 19 12 # originerà la frase "risponde il numero uno, si prega richiamare dopo le domani dodici".